# آماندین بوشار
آماندین بوشار (فرانسوی: Amandine Buchard‎؛ زادهٔ ۱۲ ژوئیهٔ ۱۹۹۵) جودوکار زن اهل فرانسه است.
از افتخارات وی می‌توان به کسب مدال نقره وزن ۵۲ کیلوگرم در بازی‌های المپیک تابستانی ۲۰۲۰ اشاره کرد.